# Цабаурта
Цабаурта (груз. ცაბაურთა) — село в Грузии, на территории Душетского муниципалитета края (мхаре) Мцхета-Мтианети.

## География
Село находится в северо-восточной части Грузии, к северу от реки Пшавская Арагви, на расстоянии приблизительно 44 километров (по прямой) к северо-востоку от города Душети, административного центра муниципалитета. Абсолютная высота — 1903 метра над уровнем моря.

## Население
По результатам официальной переписи населения 2014 года в Цабаурта проживал 1 человек. В национальной структуре населения грузины составляли 100 %.
| Год  | Население, человек |
| ---- | ------------------ |
| 2002 | 2                  |
| 2014 | ↘ 1                |